# Jo Spiegel
Pour les articles homonymes, voir Spiegel.
Joseph Spiegel, dit Jo Spiegel, né le 24 novembre 1951 à Mulhouse, est un homme politique français. Membre du Parti socialiste puis de Place publique, il se fait connaître au niveau national par sa pratique de la démocratie co-constructive, dans la commune de Kingersheim (Haut-Rhin), dont il est maire de 1989 à 2020.

## Biographie
De profession, il est professeur d'éducation physique. Il devient membre du Parti socialiste en 1976. Il est élu maire de Kingersheim en 1989. En 2008, il devient secrétaire national de l’Assemblée des communautés de France chargé de l’animation de la commission « Institutions ».
Il refuse la légion d'honneur en 2014 donnant pour raison de son refus « la critique sans concession d’une démocratie en panne et d’un système à bout de souffle ». Le 31 mars 2015, il fait savoir qu'il quitte le Parti socialiste. Le 7 juin 2016, il annonce qu'il ne se représentera pas à la mairie de Kingersheim en 2020. Fin octobre 2018, il co-fonde Place publique,, un mouvement politique « citoyen, écologiste et solidaire », notamment avec l'essayiste Raphaël Glucksmann.

## Mandats

### Mandats passés
- Conseiller régional d'Alsace de 1986 à 1998
- Président de la Communauté de communes du Bassin Potassique jusqu'au 1er janvier 2004
- Président de la Communauté d'agglomération Mulhouse Sud-Alsace (2005-2009)
- Président délégué de Mulhouse Alsace Agglomération, chargé du développement durable et du plan climat (2010-2014)
- Conseiller général du canton de Wittenheim (1988-2015)
- Président de Métropole Rhin-Rhône (2008-2012)
- Maire de Kingersheim (1989-2020)

### Mandats en cours
- depuis 2014 : conseiller communautaire délégué à la transition énergétique et à l'environnement avec mission transversale pour Mulhouse Alsace Agglomération

## Pratique de la démocratie participative
Jo Spiegel a mis en place à Kingersheim des conseils participatifs pour toutes les grandes décisions de la commune. Ils sont composés à 40 % de volontaires, 20 % de personnes directement concernées et 40 % de citoyens tirés au sort. Les membres de ces conseils reçoivent une formation préalable et les élus sont là plus en tant qu'animateurs que décideurs. En 2016, 40 conseils participatifs avaient en 10 ans réuni 700 participants sur des questions différentes. Chaque conseil réunit un maximum de 50 personnes. Des professionnels du débat public aident à faire émerger la parole de ceux qui n’osent pas la prendre.

## Ouvrages
- Faire (re)naître la démocratie, co-écrit avec Pierre Olivier Archer, Jean Laversanne, Guillermo Martin, Patrick Plantier, Chronique sociale, 2013
- Citoyens, impliquons-nous ! (Re)prenons le pouvoir, collectif, Chronique sociale, 2013
- Et si on prenait - enfin ! - les électeurs au sérieux, Temps Présent, 2017